# Deuteropotmo
Los griegos del Ática daban el nombre de deuteropotmoi o histeropotmoi (en singular deuteropotmos, «segundo destino», e Histeropotmos, «destino ulterior». Del griego δεύτερος (deuteros, segundo) o ϋστερον (husteron, siguiente) y πότμος (potmos, destino). A aquellas personas que volvían al seno de sus familias después de un viaje muy largo (por ejemplo, un cautivo en batalla dado por muerto y que logra su libertad) y a las cuales se les habían tenido por muertas.
A estas no se les permitía a ninguna ceremonia religiosa, sino que antes se purificasen de una manera determinada, que consistía en envolverse en una especie de ropa de mujer, a fin de que pareciesen que nacían de nuevo. Según Hesiquio, la razón del tabú parece residir en que se solía poner al desaparecido y tenido por muerto bajo la advocación de las Erinias para que vengasen el eventual crimen, y se temía que lo reclamasen como suyo. De hecho, como lo muestra el mito de Er, narrado por Platón al final de la República, los antiguos griegos creían posible la resurrección (doble destino) de los muertos.